# ウキダカラ

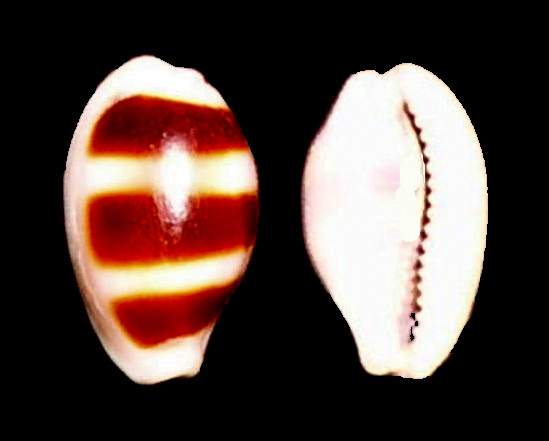
Cypraea asellus

ウキダカラ(浮標宝)Cypraea asellus(Linnaeus,1758)は、タカラガイ科の貝。

## 概要
殻は背面が黒色で、コントラストの強い２本の白帯が横断していて、側面と腹面は白色のため、他種とは容易に区別できる。
幼貝は白地に３本の黒色の帯が入る。亜成貝になると帯はさらに目立つようになり、成貝とほぼ同じ色の殻となる。
また幼貝から成貝に至るまであまり変化がないため、幼貝の種同定も容易である。稀に上下の帯がつながるものもある。